# Lijst van voetbalinterlands Oman - Palestina
Deze lijst van voetbalinterlands is een overzicht van alle officiële voetbalwedstrijden tussen de nationale teams van Oman en Palestina. De landen speelden tot op heden zes keer tegen elkaar. De eerste ontmoeting, een groepswedstrijd tijdens de West-Azië Cup 2012, werd gespeeld in Farwaniya (Koeweit) op 14 december 2012. Het laatste duel, een kwalificatiewedstrijd voor het Wereldkampioenschap voetbal 2026, vond plaats op 10 juni 2025 in Amman (Jordanië).

## Wedstrijden
| № | Plaats    | Datum            | Competitie                 | Wedstrijd        | Uitslag |
| - | --------- | ---------------- | -------------------------- | ---------------- | ------- |
| 1 | Farwaniya | 14 december 2012 | West-Azië Cup 2012         | Oman – Palestina | 2 – 1   |
| 2 | Ar-Ram    | 13 juni 2017     | Azië Cup 2019 kwalificatie | Palestina − Oman | 2 − 1   |
| 3 | Muscat    | 27 maart 2018    | Azië Cup 2019 kwalificatie | Oman − Palestina | 1 − 0   |
| 4 | Muscat    | 6 september 2023 | Vriendschappelijk          | Oman − Palestina | 2 − 1   |
| 5 | Muscat    | 14 november 2024 | WK 2026 kwalificatie       | Oman − Palestina | 1 − 0   |
| 6 | Amman     | 10 juni 2025     | WK 2026 kwalificatie       | Palestina − Oman | 1 – 1   |

## Samenvatting
| Competitie            | Totaal gespeeld | Winst Oman | Gelijk | Winst Palestina | Doelsaldo Oman – Palestina |
| --------------------- | --------------- | ---------- | ------ | --------------- | -------------------------- |
| WK-kwalificatie       | 2               | 1          | 1      | 0               | 2 − 1                      |
| Azië Cup-kwalificatie | 2               | 1          | 0      | 1               | 2 − 2                      |
| West-Azië Cup         | 1               | 1          | 0      | 0               | 2 − 1                      |
| Vriendschappelijk     | 1               | 1          | 0      | 0               | 2 − 1                      |
| Totaal                | 6               | 4          | 1      | 1               | 8 − 5                      |

OFA · A-internationals · Bondscoaches · Statistieken · Olympisch elftal · Oman U21 · Oman U20 · Oman U19 · Oman U18 · Oman U17
1970 – 1979 · 
1980 – 1989 · 
1990 – 1999 · 
2000 – 2009 · 
2010 – 2019 ·
2020 − 2029
1974 · 
1975 · 
1976 · 
1977 · 
1978 · 
1979 · 
1980 · 
1981 · 
1982 · 
1983 · 
1984 · 
1985 · 
1986 · 
1987 · 
1988 · 
1989 · 
1990 · 
1991 · 
1992 · 
1993 · 
1994 · 
1995 · 
1996 · 
1997 · 
1998 · 
1999 · 
2000 · 
2001 · 
2002 · 
2003 · 
2004 · 
2005 · 
2006 · 
2007 · 
2008 · 
2009 · 
2010 · 
2011 · 
2012 · 
2013 · 
2014 ·
2015 ·
2016 ·
2017 ·
2018 ·
2019 ·
2020 ·
2021 ·
2022 ·
2023
Afghanistan ·
Algerije ·
Australië ·
Azerbeidzjan ·
Bahrein ·
Bangladesh ·
Benin ·
Bhutan ·
Bosnië en Herzegovina ·
Brazilië ·
Bulgarije ·
Burkina Faso ·
Chili ·
China ·
Congo-Kinshasa ·
Costa Rica ·
Duitsland ·
Ecuador ·
Egypte ·
Estland ·
Filipijnen ·
Finland ·
Gabon ·
Guam ·
Haïti ·
Hongkong ·
Ierland ·
India ·
Indonesië ·
Irak ·
Iran ·
Japan ·
Jemen ·
Jordanië ·
Kazachstan ·
Kenia ·
Kirgizië ·
Koeweit ·
Kosovo ·
Laos ·
Letland ·
Libanon ·
Liberia ·
Libië ·
Macau ·
Malediven ·
Maleisië ·
Mali ·
Marokko ·
Mauritanië ·
Mozambique ·
Myanmar ·
Nepal ·
Nieuw-Zeeland ·
Noord-Korea ·
Noord-Macedonië ·
Noorwegen ·
Oezbekistan ·
Pakistan ·
Palestina ·
Paraguay ·
Qatar ·
Saoedi-Arabië ·
Senegal ·
Singapore ·
Slovenië ·
Soedan ·
Somalië ·
Sri Lanka ·
Syrië ·
Tadzjikistan ·
Taiwan ·
Thailand ·
Togo ·
Tunesië ·
Turkmenistan ·
Uruguay ·
Verenigde Arabische Emiraten ·
Verenigde Staten ·
Vietnam ·
Wit-Rusland ·
Zambia ·
Zimbabwe ·
Zuid-Korea ·
Zweden ·
Zwitserland
PFF · 
Bondscoaches · 
A-internationals · 
Palestijns vrouwenelftal
1953 – 1959 ·
1960 – 1969 ·
1970 – 1979 ·
1980 – 1989 ·
1990 – 1999 ·
2000 – 2009 ·
2010 – 2019 ·
2020 − 2029
Afghanistan ·
Australië ·
Azerbeidzjan ·
Bahrein ·
Bangladesh ·
Bhutan ·
Burundi ·
Cambodja ·
Chili · 
China ·
Comoren ·
Egypte ·
Filipijnen ·
Griekenland ·
Guam ·
Hongkong ·
India ·
Indonesië ·
Irak ·
Iran ·
Japan ·
Jemen ·
Jordanië ·
Kazachstan ·
Kirgizië ·
Koeweit ·
Libanon ·
Libië ·
Malediven ·
Maleisië ·
Marokko ·
Mauritanië ·
Mongolië ·
Myanmar ·
Nepal ·
Noord-Korea ·
Oezbekistan ·
Oman ·
Oost-Timor ·
Pakistan ·
Qatar ·
Saoedi-Arabië ·
Seychellen ·
Singapore ·
Soedan ·
Sri Lanka ·
Syrië ·
Tadzjikistan ·
Taiwan ·
Tanzania ·
Thailand · 
Turkmenistan ·
Verenigde Arabische Emiraten ·
Vietnam ·
Zuid-Korea